# Joel Lamela
Joel Lamela Luaces (ur. 29 stycznia 1971 w Nuevitas) – kubański lekkoatleta (sprinter), medalista olimpijski z 1992.

## Kariera sportowa
Wystąpił na mistrzostwach świata w 1991 w Tokio, gdzie odpadł w eliminacjach biegu na 100 metrów i sztafety 4 × 100 metrów (sztafeta kubańska biegła w składzie: Lamela, Leandro Peñalver, Félix Stevens i Jorge Aguilera). Zwyciężył w sztafecie 4 × 100 metrów (w składzie: Peñalver, Stevens, Aguilera i Lamela) na igrzyskach panamerykańskich w 1991 w Hawanie. Zdobył złoty medal w sztafecie 4 × 100 metrów (w składzie: Andrés Simón, Aguilera, Lamela i Joel Isasi) i srebrny medal w biegu na 200 metrów na mistrzostwach ibero-amerykańskich w 1992 w Sewilli.
Na igrzyskach olimpijskich w 1992 w Barcelonie kubańska sztafeta 4 × 100 metrów w składzie: Simón, Lamela, Isasi i Aguilera wywalczyła brązowy medal. Ustanowiła wówczas rekord Kuby czasem 38,0 s. Lamela zdobył srebrny medal na Igrzyskach Dobrej Woli w 1994 w Petersburgu w sztafecie 4 × 100 metrów (w składzie: Simón, Iván García, Lamela i Leonardo Prevost). Sztafeta Kuby 4 × 100 metrów w składzie: Aguilera, Prevost, Simón i Lamela zwyciężyła na mistrzostwach ibero-amerykańskich w 1994 w Mar del Plata.
Zdobył złoty medal w sztafecie 4 × 100 metrów (w składzie: Isasi, Aguilera, Lamela i García) na igrzyskach panamerykańskich w 1995 w Mar del Plata. Odpadł w eliminacjach sztafety 4 × 100 metrów (w składzie: Prevost, Lamela, Isasi i Aguilera) na mistrzostwach świata w 1995 w Göteborgu).
Zajął 6. miejsce w sztafecie 4 × 100 metrów na igrzyskach olimpijskich w 1996 w Atlancie (sztafeta kubańska biegła w składzie: Simón, Lamela, Isasi i Luis Alberto Pérez-Rionda). Na mistrzostwach ibero-amerykańskich w 1996 w Medellín odpadł w eliminacjach biegu na 200 metrów.
Lamela był mistrzem Kuby w biegu na 200 metrów w 1991.

## Rekordy życiowe
| Konkurencja        | Data i miejsce           | Wynik |
| ------------------ | ------------------------ | ----- |
| bieg na 100 metrów | 27 czerwca 1992, Caracas | 10,33 |
| bieg na 200 metrów | 6 marca 1993, Hawana     | 20,94 |